# Acromega scurrilis
Acromega scurrilis är en insektsart som först beskrevs av Stsl 1862.  Acromega scurrilis ingår i släktet Acromega och familjen Caliscelidae. Inga underarter finns listade i Catalogue of Life.